# Passo de Camaragibe
Passo de Camaragibe is een gemeente in de Braziliaanse deelstaat Alagoas. De gemeente telt 14.261 inwoners (schatting 2009).